# پل ندیلو
پل ندیلو (انگلیسی: Bridge Ndilu؛ زادهٔ ۲۱ ژوئیهٔ ۲۰۰۰) بازیکن فوتبال اهل فرانسه است.
وی همچنین در تیم‌های ملی فوتبال زیر ۱۸ سال فرانسه و زیر ۱۹ سال فرانسه بازی کرده‌است.